# Арефьев, Сергей Анатольевич
Сергей Анатольевич Арефьев (25 ноября 1972, Быково, Волгоградская область — 27 июля 2005) — Герой Российской Федерации.

## Биография
Родился 25 ноября 1972 года в посёлке городского типа Быково Быковского района Волгоградской области в семье Анатолия Ивановича и Раисы Георгиевны Арефьевых. Русский.
В 1990 году окончил среднюю школу с серебряной медалью, затем ПТУ. После окончания школы пытался поступить в Саратовский юридический институт. Работал грузчиком в Быковской районной потребительской кооперации.
Мечтал стать пограничником. Поэтому упорно в течение шести лет, совмещая учёбу, посещал районный военно-патриотический клуб. Дважды Сергей принимал участие во Всесоюзных сборах членов военно-патриотических клубов, которые проходили в Литве и на территории Волгоградской области. На его счету 33 прыжка с парашютом.
В декабре 1990 года призван на срочную службу в Вооружённые Силы СССР . Учился в 242-м учебном центре подготовки младших специалистов ВДВ в Гайжюнае (Литовская ССР). После окончания учебного центра служил старшиной разведывательной роты 51-го гвардейского парашютно-десантного полка, дислоцированном в Туле.
После увольнения в запас Сергей Арефьев вернулся на родину и в январе 1993 года поступил на службу в органы внутренних дел. Проходил службу в УВД Волгоградской области милиционером патрульно-постовой службы, помощником оперуполномоченного уголовного розыска Быковского РОВД.
В 1993—1997 годах учился в Волгоградском юридическом институте МВД (сейчас Волгоградская Академия МВД). После окончания преподавал в институте инструктором кафедры физподготовки. Затем был назначен заместителем начальника курса факультета подготовки служб криминальной милиции.
Последнее время проживал в Волгограде. Майор милиции Сергей Арефьев погиб в автомобильной катастрофе 27 июля 2005 года. Похоронен на родине в Быково.

## Подвиг
В составе группы из 27 воинов-десантников принимал участие в операции по эвакуации из Кабула персонала российского посольства и иностранных миссий. Три самолёта военно-транспортной авиации приземлились в неработавшем и частично разрушенном Кабульском аэропорту 28 августа 1992 года. Десантники заняли оборону в зданиях вокруг места загрузки самолётов.
После загрузки один самолёт успел взлететь, второй уже начал разбег, когда в самолёт Арефьева попал снаряд. Снаряд попал в крыло и пробил бензобак. Сразу было ранено пятеро людей: командир роты, двое солдат и двое лётчиков. В салоне самолёта начался пожар, в это время у него было в баках 30 тонн топлива. Второй самолёт чудом успел остановиться и подрулить к горящему самолёту.
Старший сержант Арефьев выносил людей из огня. Последним, кого он вынес из горящего самолета, был его ротный командир, находящийся в бессознательном состоянии. Через минуту после того, как он отбежал с ним от самолёта, прогремел взрыв.
Так как второй самолёт был перегружен, ему была дана команда взлетать, а десантники остались в аэропорту ещё на сутки, отбивая нападения на него. Впоследствии им удалось кружным путём добраться до Узбекистана.
Указом Президента РФ № 72 от 15 января 1993 года: «За мужество и героизм, проявленные при выполнении специального задания по эвакуации российских граждан и сотрудников иностранных миссий из Кабула» гвардии старшему сержанту С. А. Арефьеву присвоено звание Героя Российской Федерации.

## Награды
- Звание Герой Российской Федерации

## Память
В память о Герое в Волгоградской академии МВД России проводятся соревнования по стрельбе, посвящённые памяти майора милиции С. А. Арефьева.
Была названа школа в честь С. А. Арефьева, в посёлке Быково (Волгоградская область), БСОШ 1.